# Deutsche Leichtathletik-Meisterschaften 2004
Die 104. Deutschen Leichtathletik-Meisterschaften wurden am 10. und 11. Juli 2004 im Städtischen Stadion in Braunschweig ausgetragen.

## Ausgelagerte Wettbewerbe
Wie üblich fanden einige Meisterschaftswettbewerbe aus organisatorischen oder zeitlichen Gründen nicht im Rahmen der eigentlichen Meisterschaften statt. Dies waren in chronologischer Reihenfolge:
- Halbmarathon – Siegburg, 14. März mit Einzel- / Mannschaftswertungen für Frauen und Männer[3][4][5][6]
- 100-km-Straßenlauf – Bundesleistungszentrum Kienbaum, 27. März mit Einzel- / Mannschaftswertungen für Frauen und Männer[7]
- Marathonlauf im Rahmen eines Stadtmarathons – Hannover, 2. Mai mit Einzel- / Mannschaftswertungen für Frauen und Männer[8]
- 10.000-Meter-Lauf (Frauen und Männer) – Borna, 20. Mai[9]
- 20-km-Straßengehen – Hildesheim, 5./6. Juni für Frauen und Männer sowie einer Teamwertung für Männer[10]
- Langstaffeln (Frauen: 3 × 800 m / Männer: 3 × 1000 m) – Jena im Rahmen der Deutschen Jugendmeisterschaften, 4. Juli[11][12]
- Berglauf (Hochgratlauf) – Oberstaufen, 29. August mit Einzel- / Mannschaftswertungen für Frauen und Männer[13][14]
- Mehrkämpfe – Vaterstetten, 4./5. September mit Einzel- / Mannschaftswertungen für Frauen (Siebenkampf) und Männer (Zehnkampf)[15]
- 10-km-Straßenlauf – Bad Liebenzell, 19. September mit Einzel- / Mannschaftswertungen für Frauen und Männer[16]
- 50-km-Straßengehen (Männer) – Gleina, 2. Oktober[17]
- Crosslauf – Bremen, 27. November, eine Strecke für Frauen sowie eine Mittel- und Langstrecke für Männer mit jeweils Einzel- und Mannschaftswertungen[18]

## Sportliche Leistungen
Das Leistungsbild der deutschen Leichtathletik in diesen Jahren war wenig überzeugend, die Aussichten für die Olympischen Spiele 2004 in Athen sahen nicht rosig aus.
Es gab allerdings einen Rekord. Im 5000-Meter-Bahngehen – international nicht mehr Teil der Meisterschaftsprogramme – stellte Melanie Seeger mit 20:18,87 Minuten einen neuen deutschen Rekord (DR) auf.

## Medaillengewinner Männer
Die folgenden Übersichten fassen die Medaillengewinner und -gewinnerinnen zusammen. Eine ausführlichere Übersicht mit den jeweils ersten acht in den einzelnen Disziplinen findet sich unter dem Link Deutsche Leichtathletik-Meisterschaften 2004/Resultate.
| Disziplin                                   | Gold                                                                                 | Leistung       | Silber                                                                                                | Leistung       | Bronze                                                                                           | Leistung            |
| ------------------------------------------- | ------------------------------------------------------------------------------------ | -------------- | --- | -------------- | ------------------------------------------------------------------------------------------------ | ------------------- |
| 100 m (Wind: +1,4)                          | Ronny Ostwald (ASV Köln)                                                             | 10,22 s00      | Marius Broening (LAV Asics Tübingen)                                                                  | 10,30 s00      | Till Helmke (TSV Friedberg Fauerbach)                                                            | 10,31 s00           |
| 200 m (Wind: −0,7)                          | Tobias Unger (LAZ Salamander Kornwestheim-Ludwigsburg)                               | 20,42 s00      | Till Helmke (TSV Friedberg Fauerbach)                                                                 | 20,59 s00      | Sebastian Ernst (FC Schalke 04)                                                                  | 20,83 s00           |
| 400 m                                       | Ingo Schultz (TSG Bergedorf)                                                         | 45,96 s00      | Bastian Swillims (TV Wattenscheid 01)                                                                 | 46,27 s00      | Kamghe Gaba (LG Eintracht Frankfurt)                                                             | 46,53 s00           |
| 800 m                                       | René Herms (LG Asics Pirna)                                                          | 1:49,03 min    | Nico Motchebon (LAZ Salamander Kornwestheim-Ludwigsburg)                                              | 1:49,91 min    | Christian Köhler (1. LAV Rostock)                                                                | 1:50,92 min         |
| 1500 m                                      | Wolfram Müller (LAV Asics Tübingen)                                                  | 3:46,35 min    | Franek Haschke (LAV Asics Tübingen)                                                                   | 3:46,78 min    | Toni Mohr (LC Cottbus)                                                                           | 3:46,90 min         |
| 5000 m                                      | Oliver Dietz (LG Braunschweig)                                                       | 13:53,06 min   | Wolfram Müller (LAV Asics Tübingen)                                                                   | 13:57,51 min   | Thorsten Gombert (LAV Asics Tübingen)                                                            | 13:58,52 min        |
| 10.000 m                                    | Oliver Dietz (LG Braunschweig)                                                       | 29:20,92 min   | Michael May (TSV Bayer 04 Leverkusen)                                                                 | 29:25,35 min   | Alexander Lubina (TV Wattenscheid 01)                                                            | 29:27,98 min        |
| 10-km-Straßenlauf                           | Carsten Eich (LG Braunschweig)                                                       | 28:55 min00    | Alexander Lubina (TV Wattenscheid 01)                                                                 | 29:04 min00    | Oliver Dietz (LG Braunschweig)                                                                   | 29:06 min00         |
| 10-km-Straßenlauf, Mannschaftswertung       | LG BraunschweigCarsten Eich Oliver Dietz Mario Burger                                | 1:28:14 h0000  | TV Wattenscheid 01Alexander Lubina Stefan Koch Christian Güssow                                       | 1:28:17 h0000  | SC DHfK LeipzigJens Borrmann Dirk Nürnberger Volker Fritzsch                                     | 1:31:59 h0000       |
| Halbmarathon                                | Carsten Eich (LG Braunschweig)                                                       | 1:03:43 h0000  | Martin Beckmann (LG Leinfelden-Echterdingen)                                                          | 1:03:59 h0000  | Mario Kröckert (TSV Bayer 04 Leverkusen)                                                         | 1:04:09 h0000       |
| Halbmarathon, Mannschaftswertung            | TV Wattenscheid 01Sebastian Bürklein Carsten Schütz Stefan Koch                      | 3:16:26 h0000  | LG BraunschweigCarsten Eich Oliver Dietz Mario Burger                                                 | 3:17:19 h0000  | SC DHfK LeipzigMatthias Körner Martin Prophet Konrad Mühmel                                      | 3:27:07 h0000       |
| Marathon                                    | Stephan Freigang (SC DHfK Leipzig)                                                   | 2:14:02 h0000  | Martin Beckmann (LG Leinfelden-Echterdingen)                                                          | 2:18:53 h0000  | Matthias Weippert (1. LAV Rostock)                                                               | 2:24:43 h0000       |
| Marathon, Mannschaftswertung                | SC DHFK LeipzigStephan Freigang Konrad Mühmel Jürgen Wernitz                         | 7:10:30 h0000  | PSV Grün-Weiß KasselAlexander Merkel Guido Hermes Matthias Jahnke                                     | 7:31:24 h0000  | LG Wedel-PinnebergVladimir Bukalo Klaus Prieske Detlev Matzen                                    | 7:36:14 h0000       |
| 100-km-Straßenlauf                          | Michael Sommer (Eichenkreuz Schwaikheim)                                             | 6:59:53 h0000  | Jörg Hooß (LTF Marpingen)                                                                             | 7:16:45 h0000  | Thomas Miksch (TV Jahn Kempten)                                                                  | 7:33:51 h0000       |
| 100-km-Straßenlauf, Mannschaftswertung      | SuL LößnitzThomas König Stephan Bach Mirko Hennig                                    | 23:36:33 h0000 | LTF MarpingenJörg Hooß Robert Feller Johannes Schulz                                                  | 24:11:14 h0000 | TV Jahn KemptenThomas Miksch Sven Christian Johannsen Norbert Grotz                              | 24:19:08 h0000      |
| 110 m Hürden (Wind: ±0,0)                   | Mike Fenner (TV Wattenscheid 01)                                                     | 13,54 s00      | Jérôme Crews (MTG Mannheim)                                                                           | 13,57 s00      | Claude Edorh (LAZ Leipzig)                                                                       | 13,77 s00           |
| 400 m Hürden                                | Christian Duma (LG Eintracht Frankfurt)                                              | 50,29 s00      | Jan Schneider (LG Kindelsberg Kreuztal)                                                               | 50,75 s00      | Andreas Wickert (TSV Rudow 1888)                                                                 | 54,28 s00           |
| 3000 m Hindernis                            | Filmon Ghirmai (LAV Asics Tübingen)                                                  | 8:38,91 min    | Christian Knoblich (LAC Quelle Fürth/München/Würzburg)                                                | 8:40,01 min    | Raphael Schäfer (LC asics Rehlingen)                                                             | 8:40,57 min         |
| 4 × 100 m Staffel                           | TV Wattenscheid 01Holger Blume Marc Blume Alexander Kosenkow Jan-Christopher Schulte | 39,40 s00      | LAZ Salamander Kornwestheim-LudwigsburgFlorian Koepfer David Schahbasian Tobias Unger Johannes Lohrer | 40,29 s00      | LAC Quelle Fürth/München/ WürzburgBjörn Haupt Moritz Mundschau Johannes Fischer Kai Doskoczynski | 40,55 s00           |
| 4 × 400 m Staffel                           | LG Eintracht FrankfurtHenning Kuschewitz Sebastian Gatzka Kamghe Gaba Tilo Ruch      | 3:08,81 min    | LG Olympia DortmundJörg Krick Volker Krick Patrik Becher Steffen Co                                   | 3:14,11 min    | TSV Bayer 04 LeverkusenBenjamin Hielscher Jakob Skrzypczyk Benjamin Nitze Jan Reinberg           | 3:14,14 min         |
| 3 × 1000-m-Staffel                          | LG Asics PirnaFranek Haschke Uwe Kasper René Herms                                   | 7:09,19 min    | LC ThüringenGas ErfurtMathias Tischmann Christoph Moormann Andreas Freimann                           | 7:09,20 min    | TV Wattenscheid 01Thorben Grothaus Alexander Lubina Christian Güssow                             | 7:11,87 min         |
| 10.000-m-Bahngehen                          | Andreas Erm (SC Potsdam)                                                             | 38:51,51 min   | André Höhne (SCC Berlin)                                                                              | 39:14,55 min   | Maik Berger (LAC Berlin)                                                                         | 40:15,94 min        |
| 20-km-Gehen                                 | Andreas Erm (SC Potsdam)                                                             | 1:20:13 h0000  | André Höhne (SCC Berlin)                                                                              | 1:21:41 h0000  | Mike Trautmann (LGV Gleina)                                                                      | 1:22:52 h0000       |
| 20-km-Gehen, Mannschaftswertung             | LGV GleinaMike Trautmann Dennis Trautmann Frank Putzer                               | 4:31:49 h0000  | LAC BerlinMaik Berger Christoph Brauer Carsten Muschalle                                              | 4:39:33 h0000  | 1. LAC DessauDick Gnauck Mario Kerber Udo Schaeffer                                              | 5:06:01 h0000       |
| 50-km-Gehen                                 | Denis Franke (LAC Quelle Fürth/München/Würzburg)                                     | 4:36:29 h0000  | Joachim Maier (SV Breitenbrunn)                                                                       | 4:59:55 h0000  | nur 2 Geher im Ziel                                                                              | nur 2 Geher im Ziel |
| Hochsprung                                  | Roman Fricke (TSV Bayer 04 Leverkusen)                                               | 2,17 m         | Stefan Häfner (MTG Mannheim)                                                                          | 2,10 m         | Christian Rhoden (TSV Bayer 04 Leverkusen)                                                       | 2,10 m              |
| Stabhochsprung                              | Danny Ecker (TSV Bayer 04 Leverkusen)                                                | 5,70 m         | Lars Börgeling (TSV Bayer 04 Leverkusen)                                                              | 5,70 m         | Tim Lobinger (ASV Köln)                                                                          | 5,70 m              |
| Weitsprung                                  | Schahriar Bigdeli (TSV Bayer 04 Leverkusen)                                          | 7,78 m         | Nils Winter (TSV Bayer 04 Leverkusen)                                                                 | 7,76 m         | Matthias Eifert (LAZ Salamander Kornwestheim-Ludwigsburg)                                        | 7,71 m              |
| Dreisprung                                  | Andreas Pohle (Ohrdrufer LV)                                                         | 16,99 m        | Thomas Moede (Team Erfurt)                                                                            | 16,24 m        | Rudolf Helpling (LT DSHS Köln)                                                                   | 16,08 m             |
| Kugelstoßen                                 | Ralf Bartels (SC Neubrandenburg)                                                     | 20,37 m        | Peter Sack (LAZ Leipzig)                                                                              | 20,22 m        | Detlef Bock (VfL Wolfsburg)                                                                      | 19,80 m             |
| Diskuswurf                                  | Michael Möllenbeck (TV Wattenscheid 01)                                              | 63,14 m        | Torsten Schmidt (1. LAV Rostock)                                                                      | 61,86 m        | Michael Lischka (LG Eintracht Frankfurt)                                                         | 61,32 m             |
| Hammerwurf                                  | Karsten Kobs (TSV Bayer 04 Leverkusen)                                               | 78,07 m        | Holger Klose (SV Saar 05 Saarbrücken)                                                                 | 77,19 m        | Markus Esser (TSV Bayer 04 Leverkusen)                                                           | 77,18 m             |
| Speerwurf                                   | Boris Henry (SV Saar 05 Saarbrücken)                                                 | 86,36 m        | Christian Nicolay (TV Wattenscheid 01)                                                                | 82,77 m        | Peter Blank (LG Eintracht Frankfurt)                                                             | 82,65 m             |
| Zehnkampf                                   | Christopher Hallmann (TV Gladbeck)                                                   | 8045 P         | Philipp Grimm (Ettlinger SV)                                                                          | 7840 P         | André Niklaus (LG Nike Berlin)                                                                   | 7692 P              |
| Zehnkampf, Mannschaftswertung               | LG Nike BerlinAndré Niklaus Marian Geisler Steffen Landgraf                          | 21.437 P       | LT DSHS KölnCarsten Hodea Florian Heiler Christoph Maier                                              | 21.132 P       | LG Eintracht FrankfurtGeorg Kruschinski Maxim Kruschinski Sebastian Strenkert                    | 20.085 P            |
| Crosslauf Mittelstrecke – 3,9 km            | Jonas Stifel (LG Nord Berlin)                                                        | 12:56 min00    | Carlo Schuff (TSV Bayer 04 Leverkusen)                                                                | 12:59 min00    | Dominik Burkhardt (LG Eintracht Frankfurt)                                                       | 13:01 min00         |
| Crosslauf Mittelstrecke, Mannschaftswertung | LC Rothaus BreisgauDamian Kallabis David Kiefer Johannes Bauer                       | 39:58 min00    | TSV Bayer 04 LeverkusenCarlo Schuff Fahd Mellouk Michael Stemmler                                     | 40:20 min00    | LG Badenova NordschwarzwaldThorsten Banzhaf Christian Lenk Kim Bauermeister                      | 40:32 min00         |
| Crosslauf Langstrecke – 10,5 km             | Alexander Lubina (TV Wattenscheid 01)                                                | 34:54 min00    | Christian Güssow (TV Wattenscheid 01)                                                                 | 34:54 min00    | Martin Beckmann (LG Leinfelden-Echterdingen)                                                     | 35:12 min00         |
| Crosslauf Langstrecke, Mannschaftswertung   | TV Wattenscheid 01Alexander Lubina Christian Güssow Manuel Meyer                     | 1:46:47 h0000  | LG LemgoAhmed Sansar Mario Düwel Patrick Boelhauve                                                    | 1:54:54 h0000  | LG Wedel-PinnebergVladimir Bukalo Mischa Elbeshausen Uwe Schimkus                                | 1:56:06 h0000       |
| Berglauf – 6,1 km                           | Helmut Schiessl (TSV Buchenberg)                                                     | 31:56 min00    | Thomas Greger (TV Hatzenbühl)                                                                         | 33:04 min00    | André Green (LG Wedel-Pinneberg)                                                                 | 33:11 min00         |
| Berglauf, Mannschaftswertung                | TV HatzenbühlThomas Greger Christoph Fuhrbach Christian Englert                      | 1:42:56 h0000  | USC FreiburgDominik Ulrich Markus Jenne Max Frei                                                      | 1:43:37 h0000  | TSV BuchenbergHelmut Schiessl Tobias Brack Jürgen Winkler                                        | 1:46:43 h0000       |

## Medaillengewinnerinnen Frauen
| Disziplin                              | Gold                                                                          | Leistung          | Silber                                                                   | Leistung       | Bronze                                                                                 | Leistung                          |
| -------------------------------------- | ----------------------------------------------------------------------------- | ----------------- | ------------------------------------------------------------------------ | -------------- | -------------------------------------------------------------------------------------- | --------------------------------- |
| 100 m (Wind: −1,4)                     | Sina Schielke (LG Olympia Dortmund)                                           | 11,26 s00000      | Gabi Rockmeier (LG Olympia Dortmund)                                     | 11,35 s00      | Birgit Rockmeier (LG Olympia Dortmund)                                                 | 11,53 s00                         |
| 200 m (Wind: −2,8)                     | Sina Schielke (LG Olympia Dortmund)                                           | 23,73 s00000      | Birgit Rockmeier (LG Olympia Dortmund)                                   | 23,79 s00      | Cathleen Tschirch (LG Weserbergland)                                                   | 23,94 s00                         |
| 400 m                                  | Claudia Marx (LG Nike Berlin)                                                 | 52,94 s00000      | Claudia Hoffmann (SC Potsdam)                                            | 53,85 s00      | Anke Feller (TSV Bayer 04 Leverkusen)                                                  | 54,27 s00                         |
| 800 m                                  | Anja Knippel (LC ThüringenGas Erfurt)                                         | 2:06,95 min000    | Monika Gradzki (TV Wattenscheid 01)                                      | 2:07,25 min    | Simone Beutelspacher (VfL Sindelfingen)                                                | 2:08,05 min                       |
| 1500 m                                 | Kathleen Friedrich (SC Potsdam)                                               | 4:10,78 min000    | Carmen Rüdiger (SC Potsdam)                                              | 4:14,55 min    | Antje Möldner (SC Potsdam)                                                             | 4:20,95 min                       |
| 5000 m                                 | Sabrina Mockenhaupt (LG Sieg)                                                 | 15:20,82 min000   | Irina Mikitenko (LG Eintracht Frankfurt)                                 | 15:23,02 min   | Ulrike Maisch (1. LAV Rostock)                                                         | 15:58,17 min                      |
| 10.000 m                               | Sabrina Mockenhaupt (LG Sieg)                                                 | 31:52,40 min000   | Irina Mikitenko (LG Eintracht Frankfurt)                                 | 32:04,86 min   | Ulrike Maisch (1. LAV Rostock)                                                         | 33:44,78 min                      |
| 10-km-Straßenlauf                      | Luminita Zaituc (LG Braunschweig)                                             | 32:41 min00000    | Susanne Ritter (LG Braunschweig)                                         | 33:36 min00    | Claudia Dreher (Gaensefurther Sportbewegung Frauen)                                    | 34:24 min00                       |
| 10-km-Straßenlauf, Mannschaftswertung  | LG Domspitzmilch Regensburg IFakja Hofmann Andrea Stengel Melanie Hohenester  | 1:47:53 h0000000  | LG Leinfelden-EchterdingenStephanie Maier Nicole Ploog Heidrun Vetter    | 1:48:22 h0000  | LG Domspitzmilch Regensburg IIKatharina Kaufmann Gaby Schöffmann Daniela Struckmeyer   | 1:51:58 h0000                     |
| Halbmarathon                           | Luminita Zaituc (LG Braunschweig)                                             | 1:12:40 h0000000  | Ulrike Maisch (1. LAV Rostock)                                           | 1:12:41 h0000  | Melanie Kraus (TSV Bayer 04 Leverkusen)                                                | 1:13:50 h0000                     |
| Halbmarathon, Mannschaftswertung       | LG Domspitzmilch RegensburgViola Schäffer Katharina Kaufmann Andrea Stengel   | 3:57:34 h0000000  | TG Viktoria AugsburgKathrin Luxenhofer Petra Stöckmann Elke Schmidt      | 4:07:33 h0000  | SG TSV Kronshagen/Kieler TBAnke Tiedemann Verena Becker Christine Schuster             | 4:13:07 h0000                     |
| Marathon                               | Ines Cronjäger (LG Hannover)                                                  | 2:41:10 h0000000  | Stefanie Voß (Schweriner SC)                                             | 2:48:15 h0000  | Birgit Koch (LG Rupertiwinkel)                                                         | 2:49:27 h0000                     |
| Marathon, Mannschaftswertung           | LG Domspitzmilch RegensburgMonika Hirt Andrea Stengel Isabella Jungfer        | 8:46:25 h0000000  | SV Saar 05 SaarbrückenUrsula Sinnewe Susanne Trenz Monika Engstler       | 9:33:18 h0000  | LG HannoverInes Cronjäger Hannelore Lyda Heidelore Bensch                              | 9:41:57 h0000                     |
| 100-km-Straßenlauf                     | Tanja Hooß (LTF Marpingen)                                                    | 7:27:52 h0000000  | Birgit Schönherr-Hölscher (PV-Triathlon Witten)                          | 8:03:49 h0000  | Carmen Hildebrand (SSC Hanau-Rodenbach)                                                | 8:22:04 h0000                     |
| 100-km-Straßenlauf, Mannschaftswertung | SSC Hanau-RodenbachCarmen Hildebrand Anke Drescher Simone Stöppler            | 26:06:17 h0000000 | SCC BerlinGisela Gluth Nicole Priebe Simone Weiske                       | 32:58:01 h0000 | nur 2 Mannschaften in der Wertung                                                      | nur 2 Mannschaften in der Wertung |
| 100 m Hürden (Wind: −0,3)              | Kirsten Bolm (MTG Mannheim)                                                   | 12,82 s00000      | Nadine Hentschke (MTG Mannheim)                                          | 12,93 s00      | Juliane Sprenger (LG Kindelsberg Kreuztal)                                             | 12,94 s00                         |
| 400 m Hürden                           | Anja Neupert (LG Nike Berlin)                                                 | 55,63 s00000      | Stephanie Kampf (VfL Sindelfingen)                                       | 56,15 s00      | Ulrike Urbansky (Team Erfurt)                                                          | 58,07 s00                         |
| 3000 m Hindernis                       | Melanie Schulz (LC ThüringenGas Erfurt)                                       | 10:22,08 min000   | Tina Tremmel (MTG Mannheim)                                              | 10:23,02 min   | Katrin Engelen (LG Badenova Nordschwarzwald)                                           | 10:23,23 min                      |
| 4 × 100 m Staffel                      | LG Olympia DortmundKatchi Habel Sina Schielke Birgit Rockmeier Gabi Rockmeier | 44,51 s00000      | VfL SindelfingenVerena Rauch Sabrina Mulrain Alice Reuss Stephanie Kampf | 45,34 s00      | LG WeserberglandStephanie Thumann Nicole Marahrens Cathleen Tschirch Michaela Halm     | 45,46 s00                         |
| 4 × 400 m Staffel                      | LG Nike BerlinKatharina Gröb Nadine Balkow Anja Neupert Claudia Marx          | 3:37,54 min000    | Team ErfurtStephanie Reich Nancy Kette Jana Hartmann Ulrike Urbansky     | 3:43,88 min    | TSV Bayer 04 LeverkusenCaroline Dieckhöner Dagmar de Haan Christine Schulz Anke Feller | 3:45,00 min                       |
| 3 × 800-m-Staffel                      | USC MainzAndrea Luy Vanessa Renner Tanja Wittmann                             | 6:35,98 min000    | LSG AalenCarolin Raunft Sabrina Scheffold Annette Beck                   | 6:37,77 min    | LC Rothaus BreisgauNina Rosenplänter Daniela Wisst Birgit Linemann                     | 6:44,95 min                       |
| 5000-m-Bahngehen                       | Melanie Seeger (SC Potsdam)                                                   | 20:18,87 min DR   | Sabine Zimmer (SC Potsdam)                                               | 20:27,47 min   | Barbara Brandenburg (LG Osnabrück)                                                     | 23:02,05 min                      |
| 20-km-Gehen                            | Sabine Zimmer (SC Potsdam)                                                    | 1:27:56 h0000000  | Melanie Seeger (SC Potsdam)                                              | 1:29:43 h0000  | Ulrike Sischka (SV Halle)                                                              | 1:2:23 h0000                      |
| Hochsprung                             | Ariane Friedrich (LG Eintracht Frankfurt)                                     | 1,90 m            | Amewu Mensah (ASV Köln) Daniela Rath (TSV Bayer 04 Leverkusen)           | 1,87 m         |                                                                                        |                                   |
| Stabhochsprung                         | Carolin Hingst (USC Mainz)                                                    | 4,50 m            | Silke Spiegelburg (TV Lengerich)                                         | 4,40 m         | Floé Kühnert (TSV Bayer 04 Leverkusen) Martina Strutz (Schweriner SC)                  | 4,20 m                            |
| Weitsprung                             | Urszula Gutowicz-Westhof (Berliner Sport-Club)                                | 6,51 m            | Bianca Kappler (LC asics Rehlingen)                                      | 6,46 m         | Sofia Schulte (SV Saar 05 Saarbrücken)                                                 | 6,45 m                            |
| Dreisprung                             | Silvia Otto (Team Erfurt)                                                     | 13,21 m           | Henny Gastel (SV Halle)                                                  | 13,14 m        | Tanja König (TSV Bayer 04 Leverkusen)                                                  | 13,00 m                           |
| Kugelstoßen                            | Astrid Kumbernuss (SC Neubrandenburg)                                         | 19,08 m           | Nadine Kleinert (SC Magdeburg)                                           | 18,70 m        | Nadine Beckel (Schweriner SC)                                                          | 17,82 m                           |
| Diskuswurf                             | Franka Dietzsch (SC Neubrandenburg)                                           | 66,41 m           | Jana Tucholke (LAZ Leipzig)                                              | 57,65 m        | Romy Logsch (LAZ Leipzig)                                                              | 56,78 m                           |
| Hammerwurf                             | Andrea Bunjes (SV Holtland)                                                   | 68,93 m           | Susanne Keil (LG Eintracht Frankfurt)                                    | 67,77 m        | Betty Heidler (LG Eintracht Frankfurt)                                                 | 67,20 m                           |
| Speerwurf                              | Steffi Nerius (TSV Bayer 04 Leverkusen)                                       | 62,82 m           | Christina Obergföll (LG Offenburg)                                       | 61,56 m        | Annika Suthe (TV Mettingen)                                                            | 59,41 m                           |
| Siebenkampf                            | Lilli Schwarzkopf (LC Paderborn)                                              | 6125 P            | Kristina Porsche (LAC Erdgas Chemnitz)                                   | 5422 P         | Silke Bachmann (LG Eintracht Frankfurt)                                                | 5399 P                            |
| Siebenkampf, Mannschaftswertung        | TSV Bayer 04 LeverkusenJennifer Oeser Christine Schulz Natascha Rother        | 16.135 P          | USC MainzChristine Hantsch Katrin Werkmann Christine Schaper             | 14.764 P       | LT DSHS KölnChristina Hunneshagen Kerstin Heinen Katrin Gewinner                       | 14.311 P                          |
| Crosslauf – 5,7 km                     | Sabrina Mockenhaupt (LG Sieg)                                                 | 21:15 min00000    | Luminita Zaituc (LG Braunschweig)                                        | 21:31 min00    | Susanne Ritter (LG Braunschweig)                                                       | 21:49 min00                       |
| Crosslauf, Mannschaftswertung          | LG BraunschweigLuminita Zaituc Susanne Ritter Birte Bultmann                  | 1:05:41 h0000000  | TSV Bayer 04 LeverkusenMelanie Kraus Claudia Gesell Dagmar de Haan       | 1:11:04 h0000  | LG Domspitzmilch RegensburgAndrea Stengel Fakja Hofmann Daniela Struckmeyer            | 1:12:41 h0000                     |
| Berglauf – 6,0 km                      | Stefanie Buss (ASC Rosellen/Neuss)                                            | 40:08 min00000    | Romy Lindner (LG Vogtland)                                               | 40:23 min00    | Alexandra Bott (SSC Hanau-Rodenbach)                                                   | 40:32 min00                       |
| Berglauf, Mannschaftswertung           | LG Domspitzmilch RegensburgMelanie Hohenester Andrea Scharrer Andrea Stengel  | 2:09:34 h0000000  | SSC Hanau-RodenbachAlexandra Bott Iris Reuter Lisa Reisinger             | 2:10:16 h0000  | ASC Rosellen/NeussStefanie Buss Melanie Klein-Arndt Ute Jenke                          | 2:12:19 h0000                     |